# 危険な関係 (1959年の映画)
『危険な関係』（きけんなかんけい、Les Liaisons Dangereuses）は、1959年製作のフランス映画。ラクロの『危険な関係』の映画化作品。舞台は原作の18世紀フランスの貴族社会から、現代の上流社会となっている。
1995年のリバイバル公開では『危険な関係1960』となっている。

## あらすじ
パリの上流社会でもっとも洗練された2人ともてはやされる外交官のヴァルモン夫妻。2人は互いのことをだれよりも愛していたが、妻のジュリエットは複数の男と関係を持ち、夫ヴァルモンもまた多くの女性と付き合いながら、それぞれ互いの情事について報告しあっていた。ジュリエットは恋人のひとりであるジェリーが若い娘セシルと婚約したことを知り、その復讐にと、ヴァルモンにセシルの純潔を奪わせた後、ジェリーのものにさせることを企む。

## スタッフ
- 監督：ロジェ・ヴァディム
- 脚本：ロジェ・ヴァディム
- 撮影：マルセル・グリニョン
- 音楽：セロニアス・モンク、ジャック・マーレイ、モーリス・ルルー（音楽監修）
- 演奏：セロニアス・モンク・カルテット（チャーリー・ラウズ、サム・ジョーンズ、アート・テイラー）、アート・ブレイキー＆ザ・ジャズ・メッセンジャーズ（リー・モーガン、ボビー・ティモンズ、ジミー・メリット）、バルネ・ウィラン、デューク・ジョーダン、ケニー・クラーク

## キャスト
- ジュリエット・ヴァルモン：ジャンヌ・モロー
- ヴァルモン：ジェラール・フィリップ（吹替：野沢那智）
- マリアンヌ・トゥルーベル：アネット・ヴァディム
- ダンスニー：ジャン＝ルイ・トランティニャン
- セシル・ヴォランジュ：ジャンヌ・ヴァレリー
- ヴォランジュ夫人：シモーヌ・ルナン
- ジェリ・コート：ニコラス・ボーゲル
- ローズモンド夫人：マリアンヌ・ランバート

## 文献
- ロジェ・ヴァティム脚色 『危険な関係 現代版』品田一良訳、新潮社 1961年

## 関連作品
- 華麗な関係 - ヴァティム監督によるリメイク作品、1976年
- 危険な関係 (1988年の映画)
- クルーエル・インテンションズ
- スキャンダル (2003年の映画)
- アート・ブレイキー - サウンドトラックを担当